# Maziarnia (powiat niżański)
Maziarnia – wieś w Polsce położona w województwie podkarpackim, w powiecie niżańskim, w gminie Harasiuki.
| SIMC    | Nazwa         | Rodzaj     |
| ------- | ------------- | ---------- |
| 0793331 | Maziarnia-Pęk | przysiółek |

W latach 1975–1998 miejscowość należała administracyjnie do województwa tarnobrzeskiego.
Wieś jest sołectwem w gminie Harasiuki. 
Wierni Kościoła rzymskokatolickiego należą do parafii Podwyższenia Krzyża Świętego w Hucie Krzeszowskiej.
W Maziarni znajduje się zabytkowy cmentarz wojenny z I wojny światowej.